# Philip José Farmer
Philip José Farmer (26. ledna 1918 North Terre Haute, Indiana – 25. února 2009 Peoria, Illinois) byl americký spisovatel, představitel žánru sci-fi.

## Život
V roce 1946 mu v časopise Adventure vyšla první sci-fi povídka O'Brien and Obrenov. Průlom v jeho kariéře však znamenala až novela Lovers', kterou roku 1952 vydal časopis Startling Stories, a která mu přinesla cenu Hugo pro nejslibnějšího nového autora. Později proslul především pětidílnou sérií Svět Řeky (Riverworld; jednotlivé díly: Řeka zmrtvýchvstání, Bájná loď, Temný záměr, Magický labyrint, Bohové Světa Řeky) a sérií Svět vrstev (World of Tiers, díly: Stvořitel vesmíru, Brány stvoření). Za díl Řeka zmrtvýchvstání dostal v roce 1972 cenu Hugo. Čtyři roky předtím získal stejné ocenění za novelu Jezdci purpurové mzdy. Roku 1973 se umístil na seznamu Locus Poll Award jakožto 14. nejlepší autor sci-fi všech dob. Roku 2000 získal Damon Knight Memorial Grand Master Award, roku 2001 World Fantasy Award a roku 2003 Forry Award za celoživotní dílo. Jako jeden z prvních začal do sci-fi literatury vnášet sexuální a náboženskou tematiku. Krom toho byla jeho oblíbeným tématem tradičnější xenobiologie, tedy spekulace o možnostech forem života mimo Zemi. Vystudoval angličtinu na Bradley University, miloval studium jazyků, především jejich gramatiky - ovládal jich okolo dvaceti.